# Zeer kleine Couperologie voor Frédéric Bastet
Zeer kleine Couperologie voor Frédéric Bastet is een bundeling van twee teksten over Louis Couperus.

## Geschiedenis
In 1986 werd Frédéric Bastet (1926-2008), de biograaf van de schrijver Louis Couperus (1863-1923) zestig jaar. Daarop besloten drie vrienden hem een uitgave aan te bieden: twee leverden een tekst, de derde drukte die op zijn private press Sub Signo Libelli. Vriend Ronald Breugelmans (1943-2010) leverde een ongetitelde tekst over parodieën op Couperus; vriend Harry G.M. Prick (1925-2006) droeg bij met 'Een vermeend caricatuurportret van Louis Couperus'. Drukker Ger Kleis verzorgde de uitgave. Kleis had van Couperus al eerder het onbekende handschrift  Zijn aangenomen zoon in 1980 verzorgd.

### Uitgave
De uitgave  werd gedrukt door Ger Kleis op de persen van Sub Signo Libelli. De oplage bedroeg slechts 28 exemplaren. Het colophon meldt dat de uitgave "verscheen ter gelegenheid van de zestigste verjaardag van Frédéric Bastet op 30 september 1986"; daar diens verjaardag op de 20e viel, werd dit gecorrigeerd door een etiketje te plakken over het cijfer "30" met het cijfer "20". Het colophon meldt dat de drie vrienden het Bastet aanboden.
De uitgave telt 10 genummerde pagina's en is ingenaaid en gevat in een los grijsbruin omslag. Er bestaan naast de exemplaren gestoken in een los grijsbruin omslag, andere in een gelijmd blauwgroen omslag. Op de titelpagina is de daar afgebeelde herfsstijloos in paars gedrukt. De oplage is in het colophon met de hand genummerd.
De Koninklijke Bibliotheek (Nederland) bezit een HC-exemplaar; daarnaast zijn twee andere exemplaren in openbaar bezit.